# Hiòlits

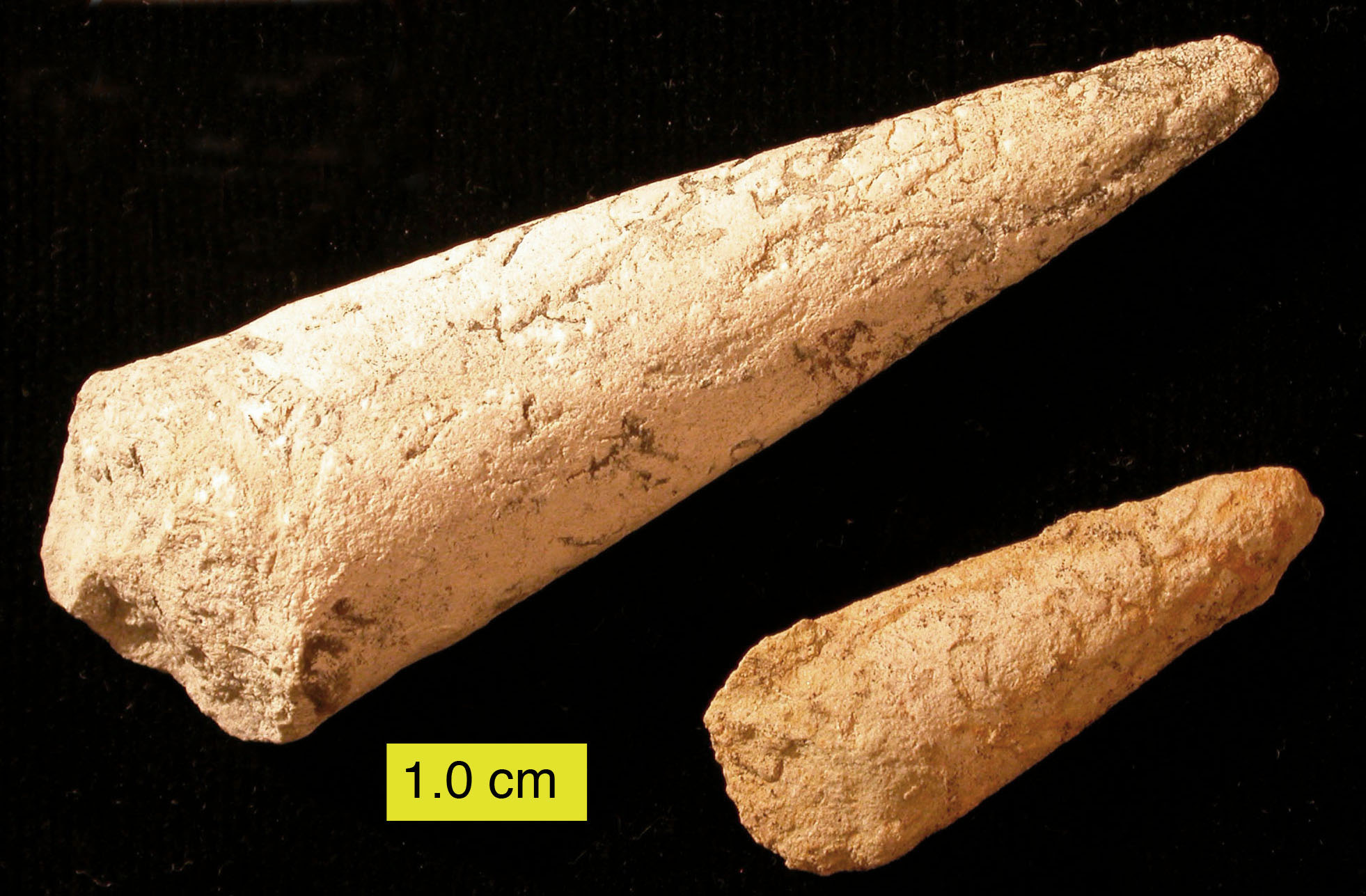
Hiòlits de l'Ordovicià mitjà d'Estònia septentrional

Els hiòlits (Hyolitha) són animals enigmàtics amb petites closques còniques de l'era paleozoica. S'ha proposat classificar-los dins els lofoforats, tot i que aquesta adscripció manté controvèrsies.

## Morfologia de la closca
Les closques calcàries tenen una cobertura (opercle) i dos suports corbats coneguts com a helens. La majoria mesuren entre un i quatre centímetres de llarg i el seu perfil transversal és triangular o el·líptic. Algunes espècies tenen anells o ratlles.

## Taxonomia i ecologia
Com que els hiòlits estan extints i no s'assemblen de manera evident a cap grup vivent, és incert amb quin grup modern estan més estretament relacionats. Alguns autors els tracten com a mol·luscs, però hi ha un acord general que aquest argument no té gaire força. Les restes fòssils d'un intestí corbat i regirat presenten una certa semblança amb l'intestí dels cucs sipúnculs.
Malgrat el fet que les closques de hiòlits són uns fòssils bastant comuns, gairebé no se sap res sobre la seva ascendència i estructures internes. Eren òbviament bentònics (vivien al fons marí), i hi ha proves que eren carnívors.